# Jeffrey F. Hamburger
Jeffrey F. Hamburger (* 9. Februar 1957 in London) ist ein US-amerikanischer Kunsthistoriker.

## Leben
Hamburgers Großeltern mussten in der Zeit des Nationalsozialismus aus Leipzig und Köln emigrieren. Er studierte an der Yale University und wurde dort 1987 promoviert. Er unterrichtete am Oberlin College und an der Universität Toronto und wurde 2000 Professor an der Harvard University, wo er seit 2008 die Kuno-Francke-Professur für deutsche Kunst- und Kulturgeschichte (German Art and Culture) innehat. 1996–1997 war er als Humboldt-Stipendiat Gast am Zentralinstitut für Kunstgeschichte in München.
Seine Forschungsschwerpunkte sind die sakrale Kunst des Mittelalters und mittelalterliche illuminierte Handschriften.
2012 schickte Hamburger eine Petition an die Stiftung Preußischer Kulturbesitz gegen die Zerschlagung der Berliner Gemäldegalerie, die zu den bedeutendsten Sammlungen für Alte Meister in Europa zählt, und lancierte eine entsprechende Unterschriftensammlung.

## Preise und Auszeichnungen
- 2022 Gutenberg-Preis der Internationalen Gutenberg-Gesellschaft in Mainz e.V. und der Stadt Mainz[3]
- 2015 Anneliese-Maier-Forschungspreis
- 2013 Ehrendoktorat Universität Bern
- 1999 Charles Rufus Morey-Preis der College Art Association
- 1999 Roland H. Bainton Book-Preis in Art & Music
- 1999 Otto Gründler-Preis des International Congress on Medieval Studies
- 1998 Jacques Barzun-Preis in Cultural History of the American Philosophical Society
- 1994 John Nicholas Brown-Preis der Medieval Academy of America
- 1991 Gustave O. Arlt-Award in Geisteswissenschaften des American Council of Graduate Schools

2009 wurde Hamburger in die American Academy of Arts and Sciences gewählt und 2010 in die American Philosophical Society. 2022 wurde er als korrespondierendes Mitglied in die Niedersächsische Akademie der Wissenschaften zu Göttingen aufgenommen.
Seine Forschungsarbeiten wurden unterstützt durch die Guggenheim Foundation, die Amerikanische Philosophische Gesellschaft, das Institute for Advanced Study, den National Endowment for the Humanities und die Alexander von Humboldt-Stiftung.

## Schriften (Auswahl)
- Haec figura demonstrat. Diagramme in einem Pariser Exemplar von Lothar von Segnis «De missarum mysteriis» aus dem frühen 13. Jahrhundert. De Gruyter, Berlin/Boston, 2013, ISBN 978-3-11-028153-8.
- Leaves from Paradise: The Cult of John the Evangelist at the Dominican Convent of Paradies bei Soest (= Houghton Library Studies. Band 2). Houghton Library of the Harvard College Library, Harvard University Press, Cambridge, Mass 2008, ISBN 978-0-9765472-8-0.
- Frauen – Kloster – Kunst:  Neue Forschungen zur Kulturgeschichte des Mittelalters. Internationales Kolloquium  im Zusammenhang mit Krone und Schleier: Kunst aus mittelalterlichen Frauenklöstern, Die Wolfsburg, Mülheim/Ruhr, mithrsg. von Carola Jäggi, Susan Marti, Hedwig Röckelein. Brepols, Turnhout 2007.
- mit Anne Korteweg: Tributes in Honor of James H. Marrow. Studies in Late Medieval and Renaissance Painting and Manuscript Illumination. Brepols, Turnhout 2006.
- mit Anne-Marie Bouché: The Mind’s Eye:  Art and Theological Argument in the Medieval West. Department of Art & Archaeology, Princeton University, Princeton University Press, Princeton 2005.
- Die „verschiedenartigen Bücher der Menschheit“. Johannes Tauler über die «scivia» Hildegards von Bingen. Paulinus, Trier 2005, ISBN 3-7902-0194-4.
- Krone und Schleier. Kunst aus mittelalterlichen Frauenklöstern. München 2005. Kunst- und Ausstellungshalle der Bundesrepublik Deutschland, Bonn.
- St. John the Divine. The Deified Evangelist in Medieval Art and Theology. University of California Press, Berkeley 2002, ISBN 0-520-22877-4
- Die Ottheinrich-Bibel. Kommentar zur Faksimile-Ausgabe der Handschrift Cgm 8010/1.2 der Bayerischen Staatsbibliothek München, mit Brigitte Gullath, Karin Schneider und Robert Suckale. Faksimile-Verlag, Luzern 2002.
- The Visual and the Visionary: Art and Female Spirituality in Late Medieval Germany. MIT Press, Cambridge, MA 1998, ISBN 0-942299-45-0
- Nuns as Artists: The Visual Culture of a Medieval Convent. University of California Press, Berkeley 1997, ISBN 0-520-20386-0
- The Rothschild Canticles: Art and Mysticism in Flanders and the Rhineland circa 1300. Yale University Press, New Haven 1990, ISBN 0-300-04308-2 [= Dissertation]